# Dohrniphora broadheadi
Dohrniphora broadheadi är en tvåvingeart som beskrevs av Ronald Henry Lambert Disney 1983. Dohrniphora broadheadi ingår i släktet Dohrniphora och familjen puckelflugor.
Artens utbredningsområde är Panama. Inga underarter finns listade i Catalogue of Life.